# Верховный Суд БССР
Верховный Суд Белорусского ССР высший судебный орган республики.

## Деятельность
Верховный Суд Белорусской ССР был образован в соответствии с Положением об организации судебной власти, принятым II сессией ЦК Белорусской ССР четвертого созыва 30 марта 1923 года. Избирается Верховным Советом БССР на 5 лет. В его состав входили председатель, его заместители, члены, народные заседатели. Действовал в составе Пленума Верховного суда и 2-х судебных коллегий: по гражданским и уголовным делам.
Осуществлял надзор за судебной деятельностью всех судебных органов республики, изучал судебную практику и давал судам руководящие разъяснения о применении законодательства БССР. По 1-й инстанции рассматривал наиболее сложные или особого общественного значения дела; в порядке судебного надзора — протесты на решения, приговоры, определения и постановления всех судов республики.
Приговоры и решения Верховного Суда БССР обжалованию не подлежали, могли проверяться только в порядке надзора.

## Председатель Верховного Суда БССР
- Прокоп Молокович ( 1923 )
- Александр Сташевский ( 1923—1924 )
- Яков Вальяновский ( 1924 )
- Павел Пострейтер ( 1924-1926 )
- Андрей Ворошилов (1926-1928 )
- Павел Валасевич ( 1928-1931 )
- Роман Кудзельский ( 1933-1936 )
- Ольга Суханова ( 1936-1937 )
- Карл Абушкевич ( 1938 )
- Василий Седых ( 1939 )
- Алексей Бондарь ( 1944-1945 )
- Евгений Болдыров ( 1945-1957 )
- Сергей Шардыка ( 1957—1967 )
- Алексей Бондарь ( 1967-1984 )
- Александр Жданович ( 1984-1988 )
- Владимир Каравай ( 1988—1997 )